# Acroxena paradoxa
Acroxena paradoxa es un coleóptero de la familia Chrysomelidae.
Fue descrita científicamente por primera vez en 1936 por Laboissiere.